# Belvedere (M.C. Escher)
 For alternative betydninger, se Belvedere. (Se også artikler, som begynder med Belvedere)
Belvedere er et litografi af Maurits Cornelis Escher fra 1958.
Værket forestiller en bygning opbygget af en første og anden etage, der i virkeligheden ikke har samme perspektiv, og dermed skaber en optisk illusion.